# Пётр Коместор
Пётр Коме́стор (лат. Petrus Comestor, или Petrus Manducator, фр. Pierre le Mangeur; около 1100 — 1178 или 1179) — французский хронист, церковный историк и богослов, монах-августинец. Получил свои прозвища Comestor, то есть «Пожиратель», или Manducator, то есть «Едок», из-за своего неумеренного пристрастия к чтению.

## Биография
Родился около 1100 года в Труа в Шампани, где получил начальное образование при местном кафедральном соборе.
Перебравшись ещё в молодости в Париж, продолжил там его в церковной школе при соборе Нотр-Дам, став учеником Петра Ломбардского. Не позже 1148 года получил от папы Евгения III должность декана соборного капитула, получив пребенду на содержание и занятия преподавательской деятельностью.
С 1164 по 1169 год преподавал в соборной школе риторику и схоластику, среди его учеников были Превостин Кремонский и кардинал Стивен Лэнгтон. Папский легат во Франции кардинал Пётр Сен-Крисогон рекомендовал его Александру III в качестве «трёх учёнейших людей Франции», добившись для него от понтифика разрешения в частном порядке взимать небольшую плату за предоставление лицензии на преподавание. Заняв в 1169 году должность соборного канцлера вместо некого Одона, передал преподавательскую работу Пьеру из Пуатье (ум. 1205).
Около 1171 года, одряхлев, удалился в аббатство Сен-Виктор близ Парижа, получив там место каноника, и вёл уединённую жизнь, занимаясь литературными трудами. В 1178 или 1179 году скончался в родной обители, где и был похоронен. Участие его в марте 1179 года в III Латеранском соборе не получило достаточных подтверждений, хотя и не опровергнуто.

## Сочинения
Главный труд Петра Коместора, «Схоластическая история» (лат. Historia scholastica), который он посвятил архиепископу Санса Гильому Белые Руки (1169—1176), закончен был не позже 1173 года и в основной своей части представляет собой комментированный пересказ Библии. Составляя комментарии к книгам Священного писания, пользовался трудами Иосифа Флавия и отцов церкви, опираясь, в частности, на опыт Гуго Сен-Викторского.
«Схоластическая история» стала одним из первых базовых университетских учебников XIII века и была новаторством в традиционном богословском образовании. В 1271 году она переложена была рифмованными стихами фламандским поэтом Якобом ван Марлантом, допустившим в своём переводе, названном «Рифмованной библией» (Rijmbijbel), немало пропусков и сокращений. В конце того же XIII столетия она была переведена на французский язык Жиаром де Муленом.
Будучи была весьма популярной в Средние века, она сохранилась во многих рукописях, старейшими из которых считаются четыре манускрипта из собраний Национальной библиотеки Франции (Париж), Бодлеанской библиотеки Оксфордского университета, Национальной центральной библиотеки Флоренции и Свободной библиотеки Филадельфии (США). Впервые напечатанная в 1473 году в Утрехте, в том же году переизданная в Аугсбурге и Страсбурге, в 1477 году в Кёльне, а в 1486 году в Базеле, она переиздавалась затем неоднократно, а в 1545 году впервые переведена была на французский язык.
Перу Петра Коместора принадлежит также около 150 проповедей (лат. Sermons), сборник «Breviarum Sententiarum», комментарии к Евангелию (лат. Glossa Super Evangelium) и две латинских поэмы религиозного содержания, «De Beata Virgine» и «De Sacramentis». В середине XIX столетия учёный аббат Жак Поль Минь подготовил научное их издание в 198 томе «Patrologia Latina».

## Память
- Является одним из персонажей «Рая» «Божественной комедии» Данте Алигьери:И Пётр Едок, и Пётр Испанский тут.[16]
- В средневековой книжности фигурирует как «мастер историй» (лат. Magister in Historiis)[17].
- Сочинил собственную эпитафию, которая гласит:

| Латинский текст                       | Перевод                                                   |
| ------------------------------------- | --------------------------------------------------------- |
| Petrus eram quem petra tegit,         | Я Петр, лежащий под камнем;                               |
| dictusque Comestor nunc comedor.      | был прозван Пожиратель, а теперь пожираем.                |
| Vivus docui nec cesso docere mortuus, | При жизни учил, не перестаю учить после смерти,           |
| ut dicat qui me videt incineratum:    | Чтобы сказал тот, кто видит меня, превратившегося в прах: |
| Quod sumus iste fuit,                 | «Мы есть то, чем он был,                                  |
| erimus quandoque quod hic est         | Мы будем однажды тем, чем он является здесь».             |